# Ермолаево (Башкортостан)
Ермола́ево (баш. Ермолаевка) — село (р.п. с 1949 г.), административный центр Куюргазинского района и 
Ермолаевского сельсовета Республики Башкортостан.

## История

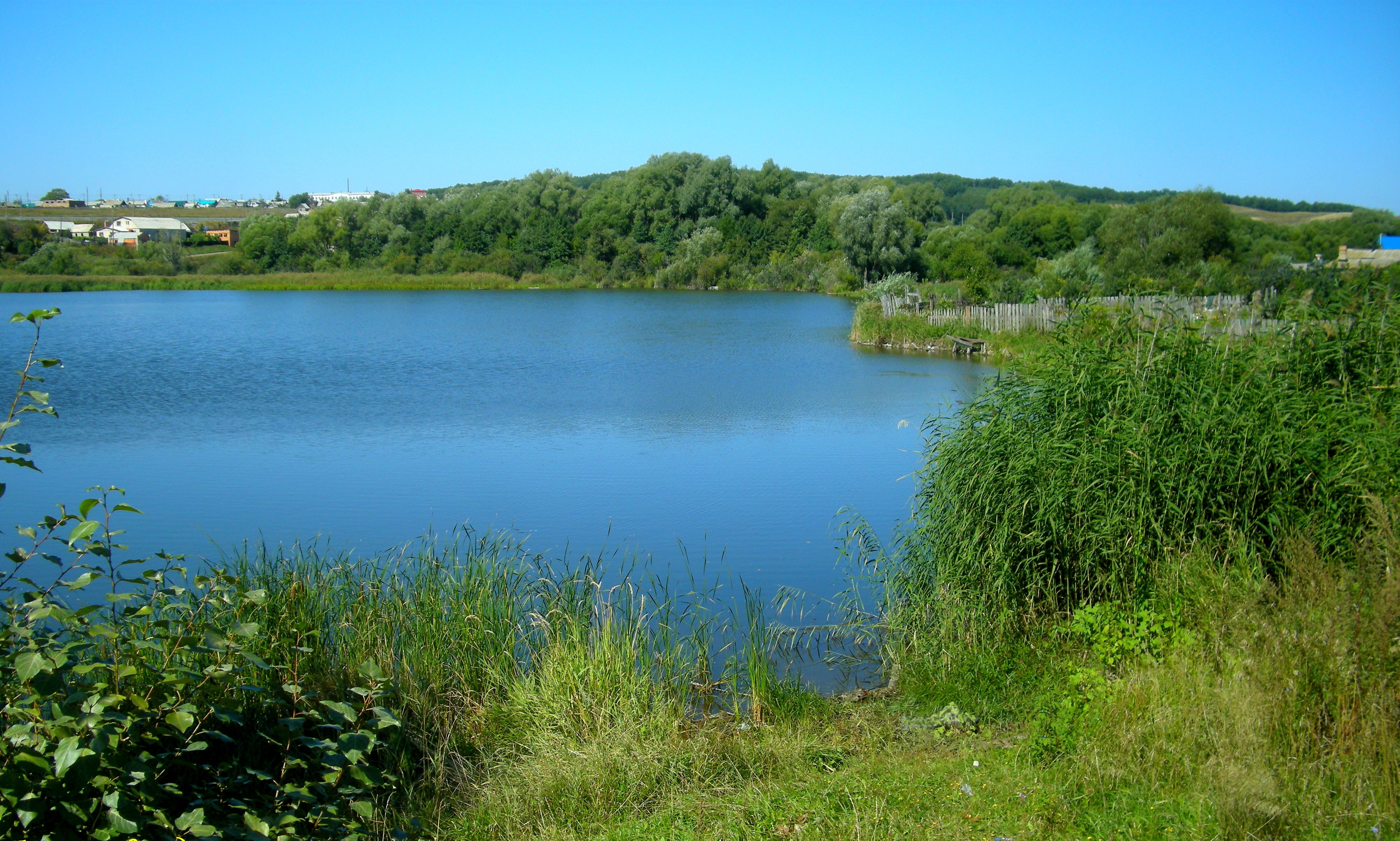
Ермолаевский пруд

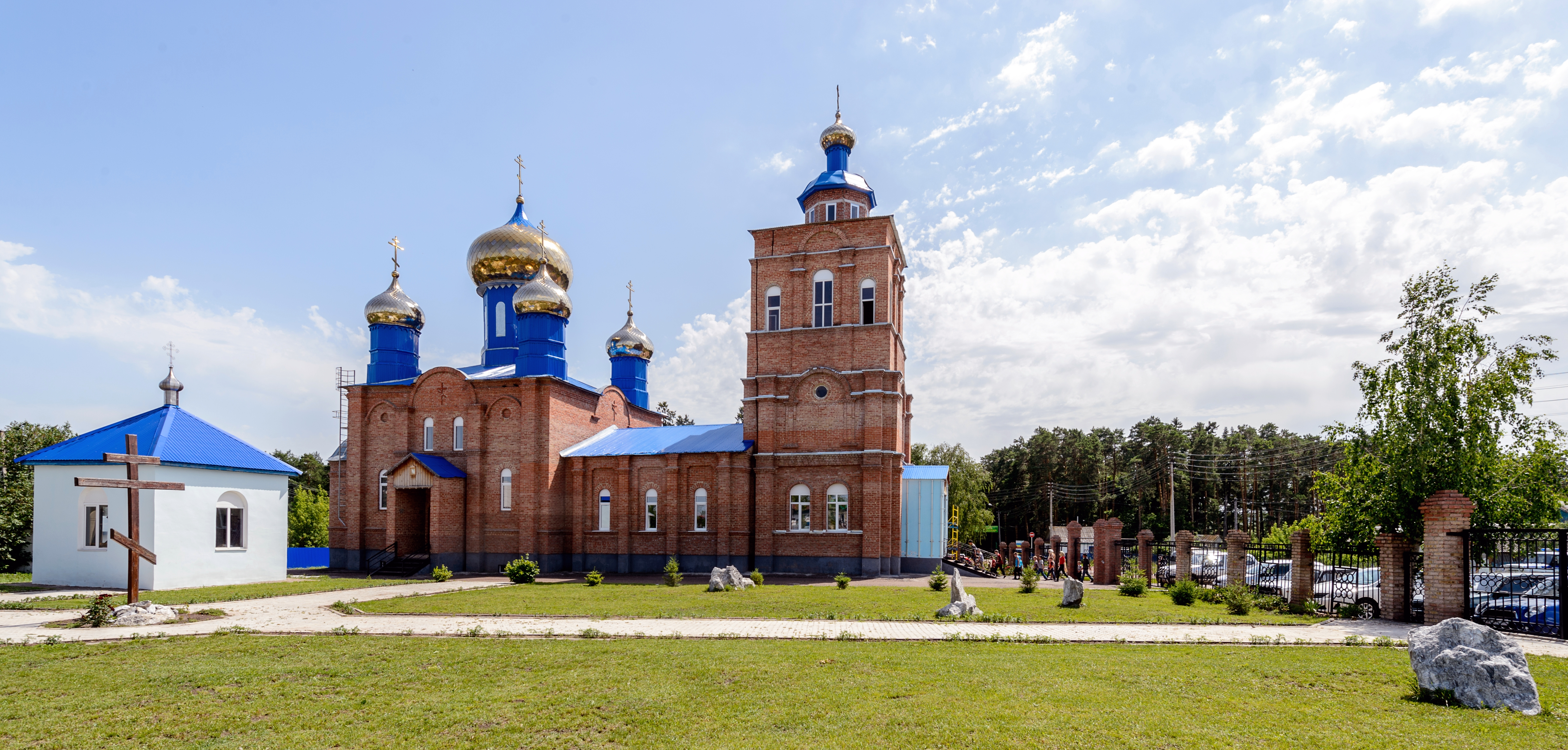
Свято-Тихоновский храм в с. Ермолаево Куюргазинского района РБ

Село образовалось в 1783 году, благодаря прохождению в этих местах тракта Уфа — Оренбург. Прибывший из деревни Веденякино Тамбовской губернии Осип Ермолаев основал деревню, которую назвал своим именем.
В истории Ермолаева роль сыграли отставной генерал Ипполит Данилович Шотт и его сын Лев. За усердие на царской службе Ипполит Данилович получил несколько тысяч десятин земли в Оренбургской губернии, генерал-губернатор которой давал зеленый свет собственническим аппетитам пенсионера. Так, во владениях Шотта оказалась земли деревень Покровка, Знаменка, Новая Отрада, Кунакбаево, Николаевка, Ивановка.
В середине XIX века И. Д. Шотт прибыл в Оренбургскую губернию и в течение двух-трёх лет скупал окрестные земли с крепостными крестьянами у оренбургского губернатора Перовского.
Известно, что в 1860-х годах он создал действующую вдоль Оренбургского тракта почтовую службу. В деревне Ермолаево заложил сосновый парк с прудом. В парке поставил два особняка. Впоследствии там до 1957 года размещался Куюргазинский зооветтехникум.
В 1875 году Ипполит Шотт построил в селе винокуренный завод, приводимый в действие водами пруда. Затем в конце XIX века в селе Тугустемир построил два завода — винокуренный и стекольный.
К 1900 году помещик имел 60 тысяч десятин земли и лесов. Население окружающих деревень находилось в зависимости от него. Не довольствуясь огромными земельными угодьями, он дополнительно арендовал у башкир в принадлежащих им лесах места для охоты.
Шотт создал многоотраслевое эффективное хозяйство. Винокуренный завод вырабатывал в сутки до 5000 литров спирта. В отарах насчитывалось до 40 000 овец, имелся молочный скот. Держал помещик и конный завод.
В 1901 году И. Д. Шотт умер. Всё его наследство перешло к сыну Льву. Молодой помещик построил кирпичную церковь с церковно-приходской школой, в которой обучалось 30 человек.
До Великой Октябрьской революции в селе была всего одна улица (ныне улица Чапаева). Население (500—600 человек) проживало в ветхих крестьянских избах, покрытых соломой. На единственной улице располагались две частные лавки. Имелись амбулатория, народный дом, почтово-телеграфное отделение, размещалось волостное управление, находились ставной пристав, урядник со стражниками.
17 января 1918 года в Ермолаеве был создан Куюргазинский волостной совет крестьянских, солдатских и казачьих депутатов. К лету 1918 года село и прилегающие к нему населенные пункты оказались в кольце белогвардейского окружения. Лишь к концу 1919 года территория района была освобождена.
Являлось центром Кипчак-Джитировского кантона.
В 1935 году Ермолаево впервые становится административным центром вновь созданного Куюргазинского района. На длительном пути становления и развития райцентр пережил немало структурных перемен. 25 лет административным центром района был г. Кумертау.
Указом Председателя Верховного Совета Башкирской АССР М. Г. Рахимова от 29 августа 1990 года Ермолаево стало райцентром Кумертауского района, а через два года — возрождённого Куюргазинского района.

## Население
| 1939  | 1959  | 1970  | 1979  | 1989  | 2002  | 2009  |
| ----- | ----- | ----- | ----- | ----- | ----- | ----- |
| 5386  | ↗6713 | ↗7086 | ↘6407 | ↘5289 | ↗6342 | ↗6480 |
| 2010  | 2021  |       |       |       |       |       |
| ↘6397 | ↘5974 |       |       |       |       |       |

Национальный состав
Согласно переписи 2002 года, преобладающие национальности — русские (69 %), башкиры (11 %).
Согласно переписи 2020 года, преобладающие национальности — русские (67,9 %), башкиры (14,8 %).

## Радиостанции
- 70,97 МГц — Радио Арис (Кумертау);
- 96,8 МГц — Спутник FM (Мелеуз);
- 99,0 МГц — Comedy Radio (Кумертау);
- 100,2 МГц — Радио Актан (Кумертау);
- 100,6 МГц — Русское радио (Кумертау);
- 101,1 МГц — Love Radio (Мелеуз);
- 102,5 МГц — Радио Арис (Кумертау);
- 103,5 МГц — Милицейская волна (Тюльган);
- 105,1 МГц — Радио Юлдаш (Кумертау);
- 107,1 МГц — Спутник FM (Кумертау).

## Религия

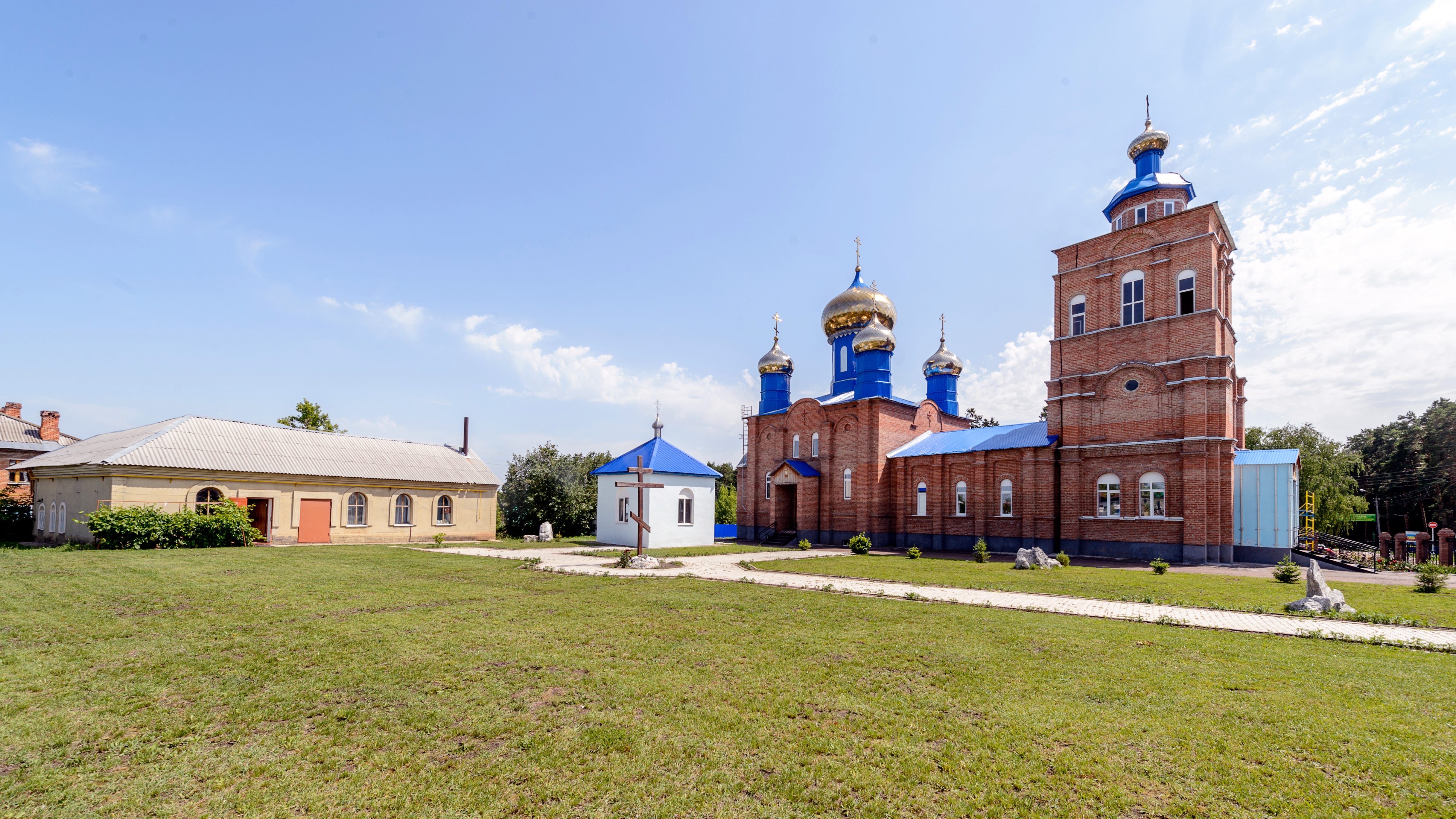
Церковь Святого Тихона в Ермолаево

Православные храмы:
- Тихоновская церковь;
- Часовня

Мечети:
- Мечеть

## Известные уроженцы
- Аксаков, Анатолий Геннадьевич (род. 28 ноября 1957) — государственный деятель.
- Волигамси, Ринат Фазлетдинович (род. 6 марта 1968) — художник[5][6].
- Недошивин, Вениамин Георгиевич (1917—1988) — Герой Советского Союза (1944).
- Шляхов, Дмитрий Юрьевич (1967—2016) — советский и российский спортсмен-парашютист.

## Достопримечательности
- Свято-Тихоновский храм[7][8]
- Мечеть
- Ермолаевский парк — парк культуры и отдыха, заложен в 1850-1860 гг.[9][10]